# 普莱森特瓦利 (纽约州)
普莱森特瓦利（英語：Pleasant Valley）是位于美国纽约州达奇斯县的一个镇，地处达奇斯县中部、波基普西市东北。2010年美国人口普查时，该镇有9672人。普莱森特瓦利镇于1821年从克林顿镇分出，正式建立。44号美国国道经过该镇。